# Ika, Kroatien
Ika är en ort i Kroatien.   Den ligger i länet Gorski kotar, i den västra delen av landet, 140 km väster om huvudstaden Zagreb. Ika ligger 16 meter över havet och antalet invånare är 474.
Terrängen runt Ika är varierad. Havet är nära Ika åt sydost.  Närmaste större samhälle är Rijeka, 10,9 km öster om Ika. 